# Ангел Дарвина
Ангел Дарвина (англ. Darwin's Angel) — книга Джона Корнвелла, посвящённая критике работы Ричарда Докинза «Бог как иллюзия».

## Содержание
Книга написана от лица ангела-хранителя Докинза, ранее сопровождавшего Дарвина и Грегора Менделя. Он отправляет Ричарду письмо, состоящее из 21 главы.

## Обзоры и комментарии
Книга была одобрена Сэлли Викерс в газете «The Times», Кристофером Хоузе — в «Daily Telegraph» и Мадлен Бантинг — в «The Guardian». Кроме того, газета «Financial Times» назвала её одной из «книг года».

## Ответ Докинза
«Ангел Дарвина» есть в списке на сайте RichardDawkins.net как ещё одна «блоха, напрыгнувшая на „Иллюзию бога“».
Как отмечает Докинз, книга содержит ряд неточных описаний того, что он говорил в действительности. Он задаётся вопросом относительно того, «имеет ли здесь место честное заблуждение или сознательная ложь». Он приводит несколько примеров, в которых его слова были вырваны из контекста или иным образом искажены. К примеру, Корнвелл пишет будто Докинз поддерживает социальный дарвинизм, хотя в книге «Служитель дьявола» он явным образом высказывался против этой идеи и утверждал, что никем такие взгляды больше не поддерживаются.